# Adamów (Końskie)
Pour les articles homonymes, voir Adamów.
Adamów est une localité polonaise de la gmina de Smyków, située dans le powiat de Końskie en voïvodie de Sainte-Croix.